# Robert Volkmann
Friedrich Robert Volkman (Lommatzsch, 6 aprile 1815 – Pest, 30 ottobre 1883) è stato un compositore tedesco.

## Biografia
Figlio di un direttore musicale religioso, dal quale imparò a suonare, sin da piccolo, l'organo, il pianoforte, il violoncello ed il violino.
Nel 1832 Volkmann entrò nel Ginnasio di Freiberg con l'intenzione di seguire il corso di formazione come maestro. Successivamente si recò a Lipsia per studiare con Carl Becker; proprio a Lipsia incontrò Robert Schumann, che lo incoraggiò a continuare gli studi. 
Incominciò subito ad insegnare canto alla scuola di musica praghese, e nel 1841 si spostò a Budapest, dove visse quasi tutta la sua vita fino alla morte.
Nella capitale ungherese dedicò gran parte del suo tempo alla composizione, all'insegnamento di armonia e di contrappunto all'Accademia Nazionale di Musica, alle collaborazioni giornalistiche con l'Allgemeine Wiener Musikzeitung.
Nel 1848 diventò direttore corale e organista alla sinagoga ebrea e all'inizio degli anni '50 dell'Ottocento ottenne il primo successo come compositore con il suo secondo Trio di pianoforte. Dal 1854 al 1858 Volkmann soggiornò a Vienna, prima di ritornare a Budapest, dove trascorse il resto della sua vita. 
Negli anni 60 dell'Ottocento godette di un crescente riconoscimento internazionale e creò molte delle sue opere più importanti.
Nel 1875 Volkmann assunse il ruolo di professore di composizione all'Accademia di Stato di Budapest, carica che mantenne fino alla sua morte.
Volkmann è stilisticamente classificato tra Robert Schumann e Johannes Brahms, con i quali è stato un amico personale. Il punto di partenza della sua opera, tuttavia, è costituito da Wolfgang Amadeus Mozart, Joseph Haydn e Ludwig van Beethoven. In alcuni casi, si possono trovare elementi "ungheresi" e influenze individuali della nuova scuola tedesca. Volkmann preferiva comporre pezzi per pianoforte e canzoni, ma si è dedicato anche a opere di grande formato. 
Dei suoi sei Quartetti d'archi, gli ultimi tre sono molto pregevoli e il suo secondo Trio per piano è stato molto apprezzato dalla critica musicale e dai suoi amici Johannes Brahms e Franz Liszt.
Quasi tutte le composizioni di Volkmann sono per pianoforte, tra le quali si annoverano: 2 sinfonie, 3 serenate per orchestra e archi, 6 quartetti per archi, 2 ouverture per orchestra, Rapsodia per pianoforte e violino, musica sacra e lieder.

## Opere principali

### Opere orchestrali
- Sinfonia No. 1 in re minore, Opus 49 (1862/63)
- Sinfonia No. 2 in si bemolle maggiore, Opus 53 (1864/65)
- Serenata No. 1 in do maggiore, per strumenti a corda, Opus 62 (1869)
- Serenata No. 3 in re maggiore, per cello e corda, Opus 69 (1870)
- Concerto per violoncello in la minore, Opus 33 (1853-55)
- Konzertstück in do maggiore, per piano e orchestra, Opus 42 (1861)

### Musica da camera
- Trio per piano No. 1 in fa maggiore, Opus 3, (1842/43)
- Trio per piano No. 2 in si minore, Opus 5, (1850)
- Quartetto No. 1 in la minore, Opus 9 (1847/48)
- Quartetto No. 2 in sol minore, Opus 14 (1846)
- Quartetto No. 3 in sol maggiore, Opus 34 (1856/57)
- Quartetto No. 4 in mi minore, Opus 35 (1857)
- Quartetto No. 5 in fa minore, Opus 37 (1858)
- Quartetto No. 6 in mi-bemolle maggiore, Opus 43 (1861)

### Musica vocale
- Lieder

### Musica per piano
- Sonata in do minore, Opus 12
- Variazioni sul tema di Händel, Opus 26
- Lieder der Großmutter, Opus 27
- 3 Marce, Opus 40 (4hdg., 1859)
- Sonatina in sol maggiore, Opus 57 (4hdg., 1868)